# 美しいメルジーネの物語
『美しいメルジーネの物語』（うつくしいメルジーネのものがたり、ドイツ語: Das Märchen von der schönen Melusine）Op.32は、フェリックス・メンデルスゾーンが1833年に作曲した演奏会用序曲である。

## 概要
海の精メルジーネの伝説を題材にした、フランツ・グリルパルツァーの台本によるコンラディン・クロイツァーのオペラに触発されて作曲した。
初演は1834年にロンドンでフィルハーモニック協会の主催により、イグナーツ・モシェレスの指揮で行われた。

## 編成
フルート2、オーボエ2、クラリネット2、ファゴット2、ホルン2、トランペット2、ティンパニ、弦楽合奏